# Villars-le-Sec
Villars-le-Sec és un municipi francès situat al departament del Territori de Belfort i a la regió de Borgonya - Franc Comtat. L'any 2007 tenia 141 habitants.

## Demografia

### Població
El 2007 la població de fet de Villars-le-Sec era de 141 persones. Hi havia 50 famílies de les quals 13 eren unipersonals (13 dones vivint soles i 13 dones vivint soles), 4 parelles sense fills, 25 parelles amb fills i 8 famílies monoparentals amb fills.
La població ha evolucionat segons el següent gràfic:
Habitants censats

### Habitatges
El 2007 hi havia 57 habitatges, 51 eren l'habitatge principal de la família, 4 eren segones residències i 2 estaven desocupats. 50 eren cases i 5 eren apartaments. Dels 51 habitatges principals, 39 estaven ocupats pels seus propietaris, 8 estaven llogats i ocupats pels llogaters i 3 estaven cedits a títol gratuït; 1 tenia una cambra, 2 en tenien tres, 17 en tenien quatre i 31 en tenien cinc o més. 40 habitatges disposaven pel capbaix d'una plaça de pàrquing. A 19 habitatges hi havia un automòbil i a 27 n'hi havia dos o més.

### Piràmide de població
La piràmide de població per edats i sexe el 2009 era:
| Homes | Edats   | Dones |
| ----- | ------- | ----- |
| 0     | 95 o +  | 0     |
| 0     | 90 a 94 | 0     |
| 0     | 85 a 89 | 0     |
| 0     | 80 a 84 | 4     |
| 4     | 75 a 79 | 8     |
| 4     | 70 a 74 | 0     |
| 0     | 65 a 69 | 0     |
| 0     | 60 a 64 | 0     |
| 0     | 55 a 59 | 4     |
| 4     | 50 a 54 | 0     |
| 8     | 45 a 49 | 12    |
| 8     | 40 a 44 | 4     |
| 0     | 35 a 39 | 8     |
| 4     | 30 a 34 | 4     |
| 4     | 25 a 29 | 0     |
| 4     | 20 a 24 | 0     |
| 4     | 15 a 19 | 12    |
| 4     | 10 a 14 | 8     |
| 4     | 5 a 9   | 0     |
| 0     | 0 a 4   | 4     |

## Economia
El 2007 la població en edat de treballar era de 88 persones, 70 eren actives i 18 eren inactives. De les 70 persones actives 61 estaven ocupades (40 homes i 21 dones) i 9 estaven aturades (3 homes i 6 dones). De les 18 persones inactives 1 estava jubilada, 6 estaven estudiant i 11 estaven classificades com a «altres inactius».
Activitats econòmiques
Dels 4 establiments que hi havia el 2007, 2 eren d'empreses de fabricació d'altres productes industrials, 1 d'una empresa de construcció i 1 d'una empresa immobiliària.
L'únic servei als particulars que hi havia el 2009 era un paleta.
L'any 2000 a Villars-le-Sec hi havia 4 explotacions agrícoles que ocupaven un total de 480 hectàrees.

## Equipaments sanitaris i escolars
El 2009 hi havia una escola maternal integrada dins d'un grup escolar amb les comunes properes formant una escola dispersa.

## Poblacions més properes
El següent diagrama mostra les poblacions més properes.